# Cerithiella enodis
Cerithiella enodis là một loài ốc biển rất nhỏ, là động vật thân mềm chân bụng sống ở biển trong họ Cerithiopsidae. Loài này có ở các vùng nước thuộc châu Âu. Nó được Watson mô tả năm 1880.